# منصوره کاتبی
منصوره کاتبی (زادهٔ ۱۳۲۱، تهران) صداپیشه ایرانی است.

## زندگی‌نامه
منصوره کاتبی در سال ۱۳۲۱ در تهران زاده شد و فعالیت دوبله را به‌طور حرفه‌ای از سال ۱۳۴۳ آغاز کرد. وی همسر خسرو خسروشاهی، صداپیشه و مدیر دوبلاژ سرشناس، است. وی گویندگی نقش‌های دوم در فیلم‌ها و سریال‌ها را بر عهده می‌گرفت. از کارهای شاخص او می‌توان به دوبلهٔ شخصیت‌های ناتالی در سریال «ارتش سری» و مادر در کارتون «زنان کوچک» اشاره کرد. همچنین وی از گویندگان فعال دوبلهٔ همزمان در «جشنوارهٔ فیلم کودک و نوجوان اصفهان» بوده‌است. وی سال‌هاست که از دوبله کنار رفته و در خارج از ایران به‌سر می‌برد.

## گزیده آثار دوبله
- مردی که زیاد می‌دانست (۱۹۳۴) به‌جای ادنا بست
- بر باد رفته (۱۹۳۹) به‌جای اولین کیز
- بامبی (۱۹۴۲، انیمیشن) به‌جای فالین
- بهترین سال‌های زندگی ما (۱۹۴۶) به‌جای کتی اودانل
- سامسون و دلیله (۱۹۴۹) به‌جای الیو دیرینگ
- سینوهه (۱۹۵۴) به‌جای جین تیرنی
- اُتِللو (۱۹۵۵) به‌جای ایسان چرچمن
- جنگ و صلح (۱۹۵۶) به‌جای میلی ویتاله
- غول (۱۹۵۶) به‌جای السا کاردناس
- هلن قهرمان تروآ (۱۹۵۶) به‌جای جنت اسکات
- توت‌فرنگی‌های وحشی (۱۹۵۷) به‌جای گونل بروستروم
- زیبای خفته (۱۹۵۹، انیمیشن) به‌جای فانا (پری سبزپوش)
- چمن همسایه سبزتر است (۱۹۶۰) به‌جای دبورا کار
- ساعت بچه‌ها (در ایران: شایعه، ۱۹۶۱) به‌جای سالی بروفی
- دختری به نام تامیکو (۱۹۶۲) به‌جای میوشی اومکی
- پرنس هرم (۱۹۶۵) به‌جای مری آن موبلی
- هارپر (۱۹۶۶) به‌جای جنت لی
- جایی برای مردن پیدا کن (۱۹۶۸) به‌جای دانیلا جیوردانو
- استخر (۱۹۶۹) به‌جای جین برکین
- علاءالدین و چراغ جادو (۱۹۷۰، انیمیشن) به‌جای مادر علاءالدین
- گل آفتابگردان (۱۹۷۰) به‌جای لودمیلا ساویلیوا
- ۲۴ ساعت در لومان (۱۹۷۱) به‌جای الگا اندرسن
- پول توجیبی (۱۹۷۲) به‌جای کلی جین پیترز
- دو مرد در شهر (۱۹۷۳) به‌جای میمسی فارمر
- سه تفنگدار (۱۹۷۳) به‌جای جرالدین چاپلین
- گلگو ۱۳ (۱۳۵۲/۱۹۷۳- مشترک ژاپن و ایران) به‌جای آرزو
- مردان (۱۹۷۳) به‌جای مری پاسکال نسی
- آسمانخراش جهنمی (۱۹۷۴) به‌جای سوزان فلانری
- اختاپوس (۱۹۷۷) به‌جای دلیا بوکاردو
- قتل در قطار سریع‌السیر شرق (۱۹۷۴) به‌جای ژاکلین بیسه
- پلی در دوردست (۱۹۷۷) لیو اولمان
- تلفن (۱۹۷۷) به‌جای تاین دالی
- فرودگاه ۷۷ (۱۹۷۷) به‌جای کاتلین کویینلان
- کالیفرنیا (۱۹۷۷) به‌جای پائولا دومینگوئین
- پسر رعد (۱۹۸۲، انیمیشن) به‌جای زن رزمی‌کار (از افراد مانتس)
- روز ولنتاین (۱۹۸۷) به‌جای کارول گوودهرت
- سفر امید (۱۹۹۰) به‌جای نور سورر
- رگبار (۱۳۵۱) به‌جای فرخنده بارور
- مجموعهٔ تلویزیونی مک‌میلان و همسرش (۱۹۷۱ تا ۱۹۷۷)
- مجموعهٔ تلویزیونی ارتش سری (۱۹۷۷ تا ۱۹۷۹) به‌جای ژولیت هموند-هیل در نقش ناتالی
- مجموعه انیمهٔ زنان کوچک (۱۹۸۷) به‌جای مادر